# Explorer 38
Explorer 38 également appelé Radio Astronomy Explorer-A ou RAE-A était un satellite scientifique du programme Explorer de la NASA. C'est le premier satellite à avoir embarqué des expériences de radioastronomie. Il est lancé le 4 juillet 1968 par une fusée Delta J depuis la base de lancement de Vandenberg et se place sur une orbite terrestre moyenne de 5 951 x 5 851 km avec une inclinaison orbitale de 120,60°. Le satellite de 193 kilogrammes était stabilisé par gradient de gravité et disposait pour collecter les ondes radio de 2 antennes en V longues de 229 mètres. Il a recueilli durant plusieurs années des données sur les émissions radio de Jupiter, du Soleil et de la Voie Lactée dans les longueurs d'onde comprises entre 0,2 et 9,2 MHz. Un satellite aux objectifs et caractéristiques très proches, Explorer 49 a été lancé en 1973 mais placé sur une orbite lunaire pour limiter les interférences radio de la magnétosphère terrestre identifiées au cours de la mission. 

## Historique
Dès le début de l'ère spatiale, le potentiel scientifique d'un satellite destiné à la radioastronomie est identifié. Les premières mesures à basse fréquence du bruit de fond existant au-dessus de l'ionosphère sont réalisés à l'aide d'un instrument canadien dès 1960. D'autres expériences sont réalisées par la suite à l'aide de fusées-sondes et des satellites Alouette 1, Ariel 2 et Elektron 2. Les mesures effectuées bien que souvent tournées vers la Terre permettent d'identifier les problèmes survenant au-dessus de l'ionosphère comme les perturbations de l'impédance de l'antenne ou les conditions de propagation des ondes radio dans cette région de l'espace. Au milieu des années 1960, des groupes de chercheurs américains, anglais, français et soviétiques ont pu mesurer le spectre du bruit de fond jusqu'à 1 MHz avec une incertitude de 3 décibels et ont pu établir que le spectre atteint son maximum à une fréquence de quelques MHz puis décroit à des fréquences plus basses du fait de son absorption par l'hydrogène ionisé galactique. Les tempêtes solaires radio de type III observées aux alentours de 1 MHz ont permis d'étudier les courants de la couronne solaire à 10 rayons solaires de l'astre. Un nombre important de sources inattendues de bruit de forte intensité ont été observés en dessous de 1 MHz mais leur nature et leur origine restent inexpliquées.
La conception du premier satellite de radioastronomie est réalisée au Centre de vol spatial Goddard de l'agence spatiale américaine, la NASA, en 1962 et des études à grande échelle sont effectuées 2 ans plus tard. La conception de RAE est fortement influencée par les expériences lancées par des fusées-sondes durant cette période. Les recherches effectuées ainsi que le lancement d'expériences dédiées à bord de cinq fusées-sondes réalisées par Goddard débouchent sur la mise au point puis le lancement réussi de RAE-1 le 4 juillet 1968.

## Caractéristiques techniques
Explorer 38, conçu pour une durée de vie minimum de 1 an, est un petit satellite de 193 kilogrammes ayant la forme d'un cylindre dont les extrémités esquissent une forme conique. Le satellite est stabilisé par gradient de gravité. L'énergie est fournie par des petits panneaux solaires fixes situés de part et d'autre du corps du satellite. Les expériences scientifiques consomment en moyenne 25 watts.
Le satellite dispose de 4 antennes déployées en orbite :
- Deux antennes en V dont chacune des quatre branches est longue de 229 mètres et qui sont utilisées par les expériences scientifiques ;
- Une antenne dipolaire électrique de 37 mètres utilisée par les expériences scientifiques ;
- Une antenne tourniquet à dipôle croisé pour la transmission des télémesures sur une fréquence de 137 MHz.

Les expériences scientifiques sont :
- Quatre radiomètres Ryle-Vonberg analysant les fréquences comprises entre 0,45 et 9,18 MHz ;
- Deux radiomètres multi-canaux analysant les fréquences comprises entre 0,2 et 5,4 MHz ;
- Une sonde à impédance associée aux antennes en V analysant les fréquences comprises entre 0,24 et 7,86 MHz ;
- Une sonde capacitive associée à l'antenne dipolaire analysant les fréquences comprises entre 0,25 et 2,2 MHz.

## Déroulement de la mission
RAE-1 est lancé le 4 juillet 1968 par une fusée Delta J depuis la base de Vandenberg et se place sur une orbite moyenne de 5 951 x 5 851 km avec une inclinaison orbitale de 120,60°. Sa durée de vie théorique est de 1 an mais il a fonctionné plus de 3 ans. Deux mois après son lancement, les performances du magnétophone à bande utilisé pour enregistrer les données se détériorent et les données ne sont plus transmises qu'en temps réel, induisant la perte de certaines d'entre elles. Le canal "fin" des radiomètres Ryle-Vonberg tombe en panne au bout de 3 à 9 mois de fonctionnement.  

## Résultats scientifiques
Les résultats suivants sont recensés en 1971 :
- Spectre absolu et bruit cosmique moyen jusqu'à la fréquence 0,5 MHz ;
- Collecte de données radio émises durant les tempêtes solaires de type III dans le bande de fréquences 0,2-5 MHz. Ces éléments ont permis d'avoir une première estimation du gradient de densité des électrons de la couronne solaire, de la vitesse du vent solaire et des inhomogénéités de densité dans les régions de la couronne solaire comprise entre 10 et 30 rayons solaires. Un deuxième d'émission radio de fréquence hectométrique a été observé ;
- Une limite supérieure au flux radio émis par les émissions radio décamétriques de Jupiter a été fixée par les observations effectuées durant les occultations de la planète géante par la Lune ;
- Les émissions radio de la Terre d'origine naturelle et humaine sont à la fois très répandues et souvent très intenses (de 40 décibels supérieures au bruit de fond cosmique) sur les fréquences observées (0,2 à 9,2 MHz)[6].

Un satellite aux caractéristiques et objectifs proches, Explorer 49, sera lancé en 1973. Pour limiter les interférences radio liées à la magnétosphère terrestre, celui-ci sera placé sur une orbite lunaire haute. La plage de fréquences observées est élargie et est comprise entre 0,02 et 13 MHz.